# 上原愛子
上原 愛子（うえはら あいこ、1882年〈明治15年〉7月16日 - 1972年〈昭和47年〉3月10日）は、日本の伝道者、牧師（プロテスタント）。大正期から昭和期にかけての沖縄県のキリスト教の伝道者である。手の甲に沖縄女性の特徴的な入れ墨のハジチを入れていたことから、「ハジチの伝道者」の名で呼ばれた。

## 経歴
沖縄県読谷村字座喜味の農家で誕生した。初名はナビー。母は夫との死別後に、沖縄の牧師である比嘉保彦の導きでキリスト教徒となっていた。愛子もまた17歳で受洗し、熱心なキリスト教徒となった。21歳で豪農の家に嫁いだが、キリスト教徒であることを非難され、次男の妊娠中にもかかわらず離縁された。
実家では兄夫婦に厄介者扱いされ、さらに次男が誕生直後に早世した。愛子は教会でこれまでの経緯や苦悩を話し、信仰に生きることを勧められた。比嘉保彦のもとで字を学んだ後に、東京の聖書学院（後の東京聖書学院）に入学した。卒業間際、郷里の比嘉より、異端の新興宗派打破の応援を依頼され、中退して帰郷し、路傍伝道に立った。
長崎県の活水女学院（後の活水学院）を卒業後、大阪東成区の蒲生教会で活動した。長男が中学卒業間際に病死したが、その悲劇を試練として受け止め、さらに信仰の道に打ち込んだ。
大阪での任期を終えた後に帰郷、沖縄各地での伝道の後、郷里の読谷村に伝道所を新築し、自力で伝道を始めた。人々は当初は興味本位であったものの、愛子の心は人々をとらえ、次第に信者の数は増えていった。
戦中は台湾へ疎開した。当時の日本人は台湾人を差別していたが、愛子は「神の愛のもとに人間は平等」と説いて、自ら台湾人の中へ入って行った。しかし戦中は大規模な活動はできず、家庭集会での伝道を強いられた。
戦後は日本へ引き上げて、石垣島、沖縄本島中部で伝道の後、1950年（昭和25年）にコザ市にコザ伝道所を設立した。すでに70歳を過ぎた愛子は、同地の女性たちから「キリスト教は不要」と冷淡な言葉をかけられることもあったが、家々を回って伝道を続けた。
1955年（昭和30年）3月29日、沖縄キリスト教会理事長となった比嘉から牧師の資格を与えられ、日本基督教団の牧師となった。コザには新たな牧師が配置されたことで、新たな教会として美里村に美里教会を創立した。しかしコザの教徒たちが愛子の転出に反対したため、愛子は2つの教会を1年近く掛け持ちした末に、老齢により美里に専念した。
多くの教徒たちに囲まれ、多くの人々を信仰へと導いた末に、1972年（昭和47年）、89歳で死去した。